# Brachyloma preissii
Brachyloma preissii är en ljungväxtart som beskrevs av Otto Wilhelm Sonder. Brachyloma preissii ingår i släktet Brachyloma och familjen ljungväxter. Inga underarter finns listade i Catalogue of Life.